# 林和街道

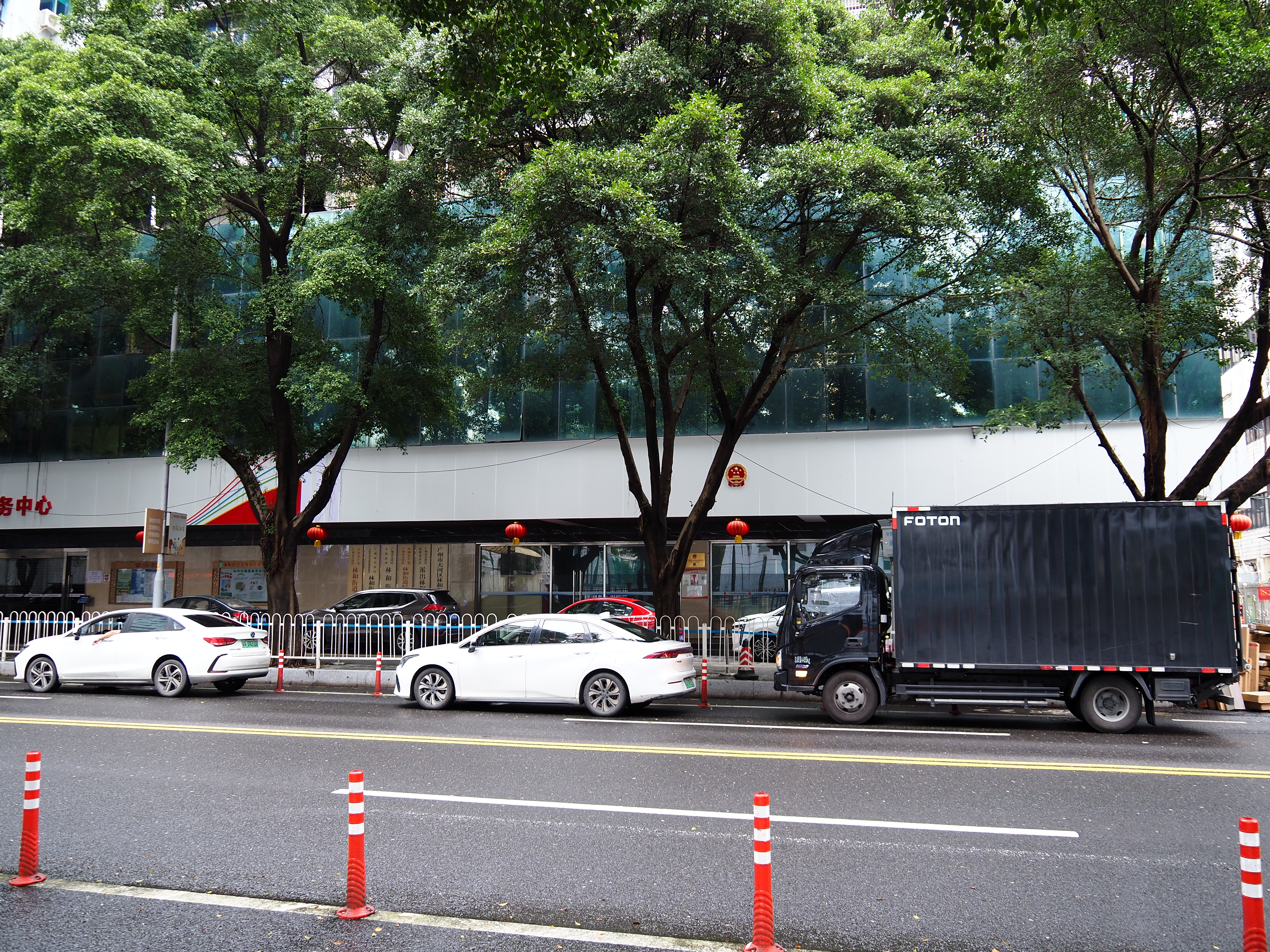
林和街道办事处

林和街道，是中华人民共和国广东省广州市天河区下辖的一个乡镇级行政单位。

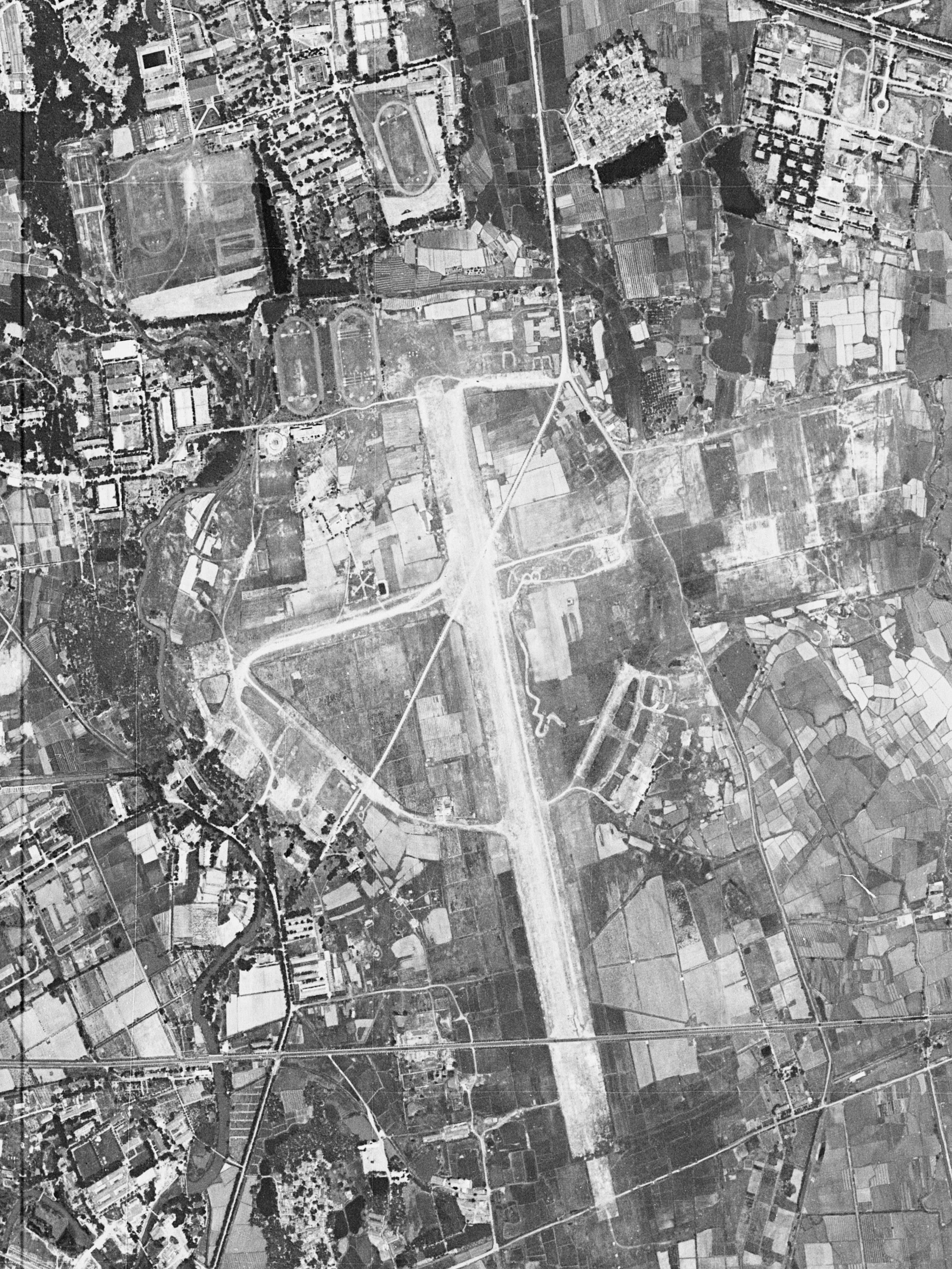
天河机场和林和村卫星图（1966年）

## 行政区划
林和街道下辖以下地区：
德荣社区、禺东西社区、花生寮社区、紫荆社区、天寿社区、天河北社区、天誉社区、恒怡社区、润和社区、侨庭社区、雅康社区、华新社区和林和西社区。

## 交通

### 地铁
█1号线：广州东站、体育中心站

█3号线：广州东站、石牌桥站